# I'll Be over you
«I´ll Be Over You» (en Idioma español: «Te superaré») es una power ballad interpretada por la banda estadounidense de rock Toto, tomado de su sexto álbum de estudio Fahrenheit (1986), se lanzó como el sencillo principal del álbum en agosto de 1986 bajo la sello discográfico CBS. Aunque no llegó a los primeros lugares si llegó al #11 en Billboard Hot Charts y permaneció en el #1 durante 2 semanas en el adulto contemporáneo.
La canción fue escrita por Steve Lukather y coescrita por Randy Goodrum.

## Pistas
1. I'll Be Over You - 3:51
2. In A Word - 3:56

## Versión del Absolutely Live

### Pistas
1. I'll Be Over You (Live edit) - 4:40
2. 99 (Live) - 3:01
3. Don't Chain My Heart (Live) - 7:21